# あなたの声に答えます
『あなたの声に答えます』（あなたのこえにこたえます）は、NHK総合テレビジョンで1997年4月6日から1999年3月21日まで放送していた番組宣伝・自己批評番組である。

## 概要
「見せます 見えますNHK」を番組のキャッチフレーズにNHKの番組の舞台裏や視聴者の疑問を番組内で答えていた。
本番組の終了後、自己批評番組は1999年4月開始の『土曜スタジオパーク』に引き継がれ、同番組の副題として「あなたの声に答えます」が用いられた。

## 出演者
- 石澤典夫
- 永井美帆（1997年度）
- うすいしょうこ（1998年度）
- リポーター - 野地将年

## コーナー
- NHK今週の現場
- NHKまるごと一週間
- 今週の質問箱
- わたしもひとこと